# 金汇方言
金汇方言是中华人民共和国上海市奉贤区金匯鎮境內通行的一種吴语方言，使用該方言的人口大約有100,000人。偒傣话形成於宋朝，元朝以后一度在整个松江府通行。偒傣话具有20个元音。